# Dzielny szeryf Lucky Luke (film 1971)
Dzielny szeryf Lucky Luke – belgijsko-francuski film animowany z 1971 roku.